# ボルボ・XC70
ボルボ・XC70（エックスシーななじゅう）は、スウェーデンの自動車メーカー、ボルボ・カーズが製造・販売していたクロスカントリータイプのエステートワゴンである。ステーションワゴンについてはV70を参照。後継モデルはボルボ・V90クロスカントリー。

## 初代
1998年　ミドルクラスワゴンのV70をベースに作られ、初代発売モデルの車名は「V70XC」であった。「XC」をクロスカントリーと読ませていた。
V70とはフロントグリルや樹脂バンパーなどの一部外装品が異なるものの、外装や内装など基本的な部分はV70と共通である。

## 2代目
2001年2月　初代同様、V70とはフロントグリルや樹脂バンパーなどの一部外装品が異なるものの、外装や内装など基本的な部分はV70と共通である。
翌年には車名を「XC70」として独立。これが後のXC系モデルへとつながる。なお、外装品にはV70と似ている部分があるが、樹脂バンパーなどを装着するなど、本格クロカンステーションワゴンとして、名を轟かせた。
エンジンも排気量が増し2.5Lとなり、可変バルブタイミング機構により208psを発揮。以前はフルタイムAWDであったが、この代からハルデックスカップリングAWDという、通常時FFからフロントタイヤのスピンを検知すると後輪にも駆動力を配分するシステムを導入した。
また、後部トランク部分に折りたたみ式の後ろ向き2人掛けシートを装備した7人乗りもオプション設定されたが、実用性はなく、あくまでも応急用のシートであった。

### マイナーチェンジ
2005年には、マイナーチェンジが施される。ハルデックスAWDシステムが、プレチャージ式となり、通常時もFFではなく常時80nmが後輪にも伝えられるAWD方式へと変更された。これにより悪路や雪道での発進がスムーズになった。また走行中の姿勢を安定させるDSTC(Dinamic-Stability＆traction-Control)システムを追加。外観では、アルミ製のアンダーガードのデザインが変更され、フロント・リア共によりSUV然としたルックスとなった。
あの有名な映画、パイレーツ・オブ・カリビアンに登場した船、ブラックパール号をモチーフに、特別仕様車、「ブラックパールエディション」が追加される。このグレードは、世界400台限定となっている。ブラックパールエディションには、後席モニターなどの快適装備が充実している。
また、ボルボが主催するヨットレース「ボルボ　オーシャンレース」を記念し、ブルーの鮮やかなボディ色をした、世界200台限定の、「オーシャンレースリミテッド」特別仕様車も登場する。フル装備に加え、ダンパーの減衰力をボタン一つで調整できる「FOUR-C」といわれるアクティブパフォーマンスシャシーが装備される。

## 3代目
2007年10月フルモデルチェンジされる。これまでのレトロなデザインは廃止され、現行のV70と同じようになった。これまではバンパーは全面樹脂を使用していたが、フォグランプの部分に樹脂を使用するなど、デザインも一新された。エンジンも今までの直列5気筒2.5Lから直列6気筒3.2Lへ変更。さらにDSTCの標準装備化、ヒルディセンドコントロールも標準装備とし、悪路、雪道での走破性を強化した。また、快適装備もシートヒーター、後部独立オーディオコントロールなどを標準装備化し、通常のV70よりも、クロスカントリーらしく作られている。
車体も大型化したが、これはフォード・モーター傘下において、北米での競争力強化の意向を酌んだ結果と思われる。現在は中国の吉利グループ傘下となり、世界的なダウンサイジング化を受け、車体こそ変わらないものの、エンジンはFFが2.0L、AWDが3.0Lとなり、燃費も向上させている。
2011年、4WDには、3.2L SEといわれるグレードであったが、エンジンを3L直列6気筒「T6」に変更される。なおT5は2007年モデルより既存のままである。
マイナーモデルチェンジを行い、メーターの液晶化、ナビの配置変更、グリルの変更がされ現在に至る。
2017年2月にV70の後継車である、V90が登場したことにより生産終了となったが、その精神は「V90クロスカントリー」に引き継がれている。